# Özer Hurmacı
Özer Hurmacı, né le 20 novembre 1986 à Cassel en Allemagne, est un footballeur international turc évoluant au poste de milieu offensif avant de devenir entraîneur. Il possède également la nationalité allemande.

## Biographie
Hurmacı commence le football dans un petit club en Allemagne où il se fait remarquer par le club turc Ankaraspor.
Hurmacı a failli signer au club de Galatasaray mais n'a pas accepté par la suite les modalités du transfert.
Avec sa performance et son courage, de grands clubs comme le FC Séville, Deportivo la Corogne, Fenerbahce, Galatasaray le remarque et veulent le transférer mais Hurmacı préfère rester dans son club.
Hurmacı s'engage en 2009 au Fenerbahce où il porte le numéro 20. Au début de 2014, Hurmacı est prêté à Trabzonspor qui profite de l'option d'achat (environ 1 500 000 €) le 15 mai 2015.

### En équipe nationale
De 2006 à 2008, Hurmacı joue dans l'équipe espoir turque (-21 ans) et marque deux buts en 21 matchs.

## Palmarès

### AvecFenerbahçe
- Turkcell Süper Lig : 2011
- Coupe de Turquie : 2012
- Supercoupe de Turquie : 2009